# La gota escarlata
La gota escarlata es una película muda estadounidense de 1918 dirigida por John Ford y protagonizada por Harry Carey. Se trata de uno de los 26 wésterns que Ford hizo con Carey.

## Reparto
- Harry Carey - "Kaintuck" Harry Ridge
- Molly Malone - Molly Calvert
- Vester Pegg - Marley Calvert
- Betty Schade - Betty Calvert
- Millard K. Wilson - Graham Lyons (acreditado como M.K. Wilson)
- Martha Mattox - Mammy
- Steve Clemente - Buck (acreditado as Steve Clemento)

## Estado de preservación
Durante varias décadas, se creyó que poco más de 30 minutos de metraje de la película habían sobrevivido en el Archivo de Getty Images. En enero de 2024, el historiador del cine chileno Jaime Córdova encontró en un almacén abandonado en Providencia una copia completa de la película, la cual fue digitalizada y proyectada en el Festival de Cine Recobrado de Valparaíso.